# Anthony Babington

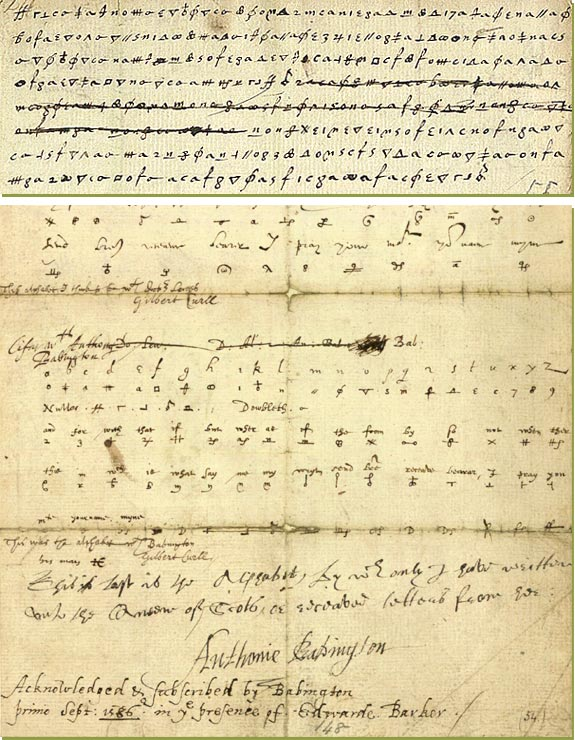

Anthony Babington (n. 1561, Dethick, Amber Valley — d. 1586, Londra) a fost un conspirator englez și un catolic fanatic. Pe când Maria Stuart era întemnițată la Fotheringay Castle, acesta împreună cu ea și cu alții au plănuit să o asasineze pe Regina Angliei, Elisabeta I. Arestat în 1586, a fost executat în mod brutal.